# 奧赫森山 (奥地利)
46°51′43″N 10°8′22″E / 46.86194°N 10.13944°E

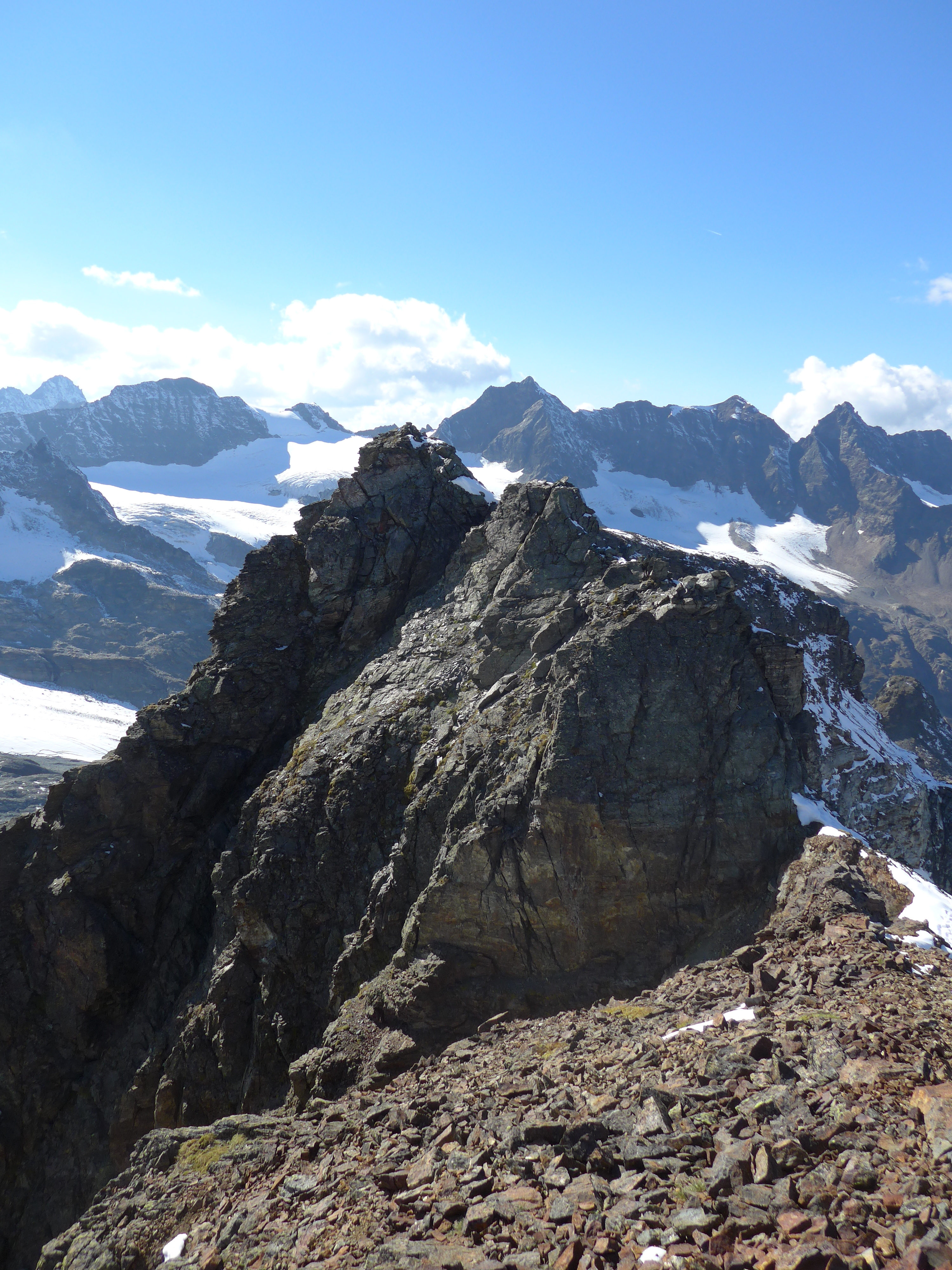

奧赫森山（德語：Ochsenkopf），是奧地利的山峰，位於該國南部，處於蒂羅爾州和福拉爾貝格州接壤的邊界，屬於錫爾夫雷塔阿爾卑斯山脈的一部分，海拔高度3,057米，每年平均降雨量1,367毫米，人類在1896年9月9日首次登頂。